# ブリティッシュ・チャンピオンズシリーズ
ブリティッシュ・チャンピオンズシリーズ(British Champions Series)は、イギリスの競馬統括団体ブリティッシュ・ホースレーシング・オーソリティー（BHA）が主催する、競馬のシリーズである。

## 概要
2011年に創設されたシリーズで、スプリント（短距離）、マイル、ミドルディスタンス（中距離）、ロングディスタンス（長距離）、フィリーズ&メアズ（牝馬）の5つのカテゴリーごとに7戦、合計35戦の対象競走で構成されている。4月の2000ギニーを皮切りに、10月のアスコット開催まで、約半年にわたるシリーズとなる。
最終日はブリティッシュ・チャンピオンズデーと称され、全カテゴリーの最終戦が行われる。
各カテゴリーの競走馬、騎手、調教師の計7部門でランキングが集計されている。このうち騎手と調教師は対象レースの勝利数（同数の場合は2着の数、2着も同数の場合は3着の数）で決まるが、競走馬は出走レースで発揮したパフォーマンスに対して与えられた公式レイティングによって順位が決まっている。たとえ1勝のみでも卓越したレース内容であれば、2勝以上している出走馬を抑えてトップに立つことも十分にありうる。また、レース選択と成績次第では、複数のカテゴリーでランクインすることも可能である。

## 歴史
- 2011年
  - 本シリーズ創設。初代スポンサーはカタールの王族サーニー家が所有する投資会社QIPCOで、契約期間は2年[1]。
  - シリーズ創設にともない、チャンピオンステークスがニューマーケットからアスコットに、フィリーズマイルがアスコットからニューマーケットに、それぞれ開催地を変更。
  - 前年まで行われていた競走を基に、以下の3競走を新設。
    - ダイアデムステークス　→　ブリティッシュ・チャンピオンズ・スプリントステークス
    - ジョッキークラブカップ　→　ブリティッシュ・チャンピオンズ・ロングディスタンスカップ
    - プライドステークス　→　ブリティッシュ・チャンピオンズ・フィリーズ&メアズステークス
    - クイーンエリザベス2世ステークスには「ブリティッシュ・チャンピオンズ・マイル」、チャンピオンステークスには「ブリティッシュ・チャンピオンズ・ミドルディスタンス」が副題として付与される。
- 2025年 - この年をもって本シリーズを終了予定[2]。

## 対象競走
※1マイル＝8ハロン換算。ヤード単位は省略。

### スプリント
| 競走名                                               | 格付 | 開催地           | 施行距離 |
| ---------------------------------------------------- | ---- | ---------------- | -------- |
| キングチャールズ3世ステークス                        | G1   | アスコット       | 5ハロン  |
| コモンウェルスカップ                                 | G1   | アスコット       | 6ハロン  |
| クイーンエリザベス2世ジュビリーステークス            | G1   | アスコット       | 6ハロン  |
| ジュライカップ                                       | G1   | ニューマーケット | 6ハロン  |
| ナンソープステークス                                 | G1   | ヨーク           | 5ハロン  |
| スプリントカップ                                     | G1   | ヘイドックパーク | 6ハロン  |
| ブリティッシュ・チャンピオンズ・スプリントステークス | G1   | アスコット       | 6ハロン  |

### マイル
| 競走名                           | 格付 | 開催地           | 施行距離 |
| -------------------------------- | ---- | ---------------- | -------- |
| 2000ギニーステークス             | G1   | ニューマーケット | 8ハロン  |
| ロッキンジステークス             | G1   | ニューベリー     | 8ハロン  |
| クイーンアンステークス           | G1   | アスコット       | 8ハロン  |
| セントジェームズパレスステークス | G1   | アスコット       | 8ハロン  |
| サセックスステークス             | G1   | グッドウッド     | 8ハロン  |
| サンチャリオットステークス       | G1   | ニューマーケット | 8ハロン  |
| クイーンエリザベス2世ステークス  | G1   | アスコット       | 8ハロン  |

### ミドルディスタンス
| 競走名                                         | 格付 | 開催地     | 施行距離 |
| ---------------------------------------------- | ---- | ---------- | -------- |
| コロネーションカップ                           | G1   | エプソム   | 12ハロン |
| ダービーステークス                             | G1   | エプソム   | 12ハロン |
| プリンスオブウェールズステークス               | G1   | アスコット | 10ハロン |
| エクリプスステークス                           | G1   | サンダウン | 10ハロン |
| キングジョージ6世&クイーンエリザベスステークス | G1   | アスコット | 12ハロン |
| インターナショナルステークス                   | G1   | ヨーク     | 10ハロン |
| チャンピオンステークス                         | G1   | アスコット | 10ハロン |

### ロングディスタンス
| 競走名                                                   | 格付 | 開催地       | 施行距離   |
| -------------------------------------------------------- | ---- | ------------ | ---------- |
| ヨークシャーカップ                                       | G2   | ヨーク       | 14ハロン   |
| ゴールドカップ                                           | G1   | アスコット   | 20ハロン   |
| グッドウッドカップ                                       | G1   | グッドウッド | 16ハロン   |
| ロンズデールカップ                                       | G2   | ヨーク       | 16ハロン   |
| ドンカスターカップ                                       | G2   | ドンカスター | 18ハロン   |
| セントレジャーステークス                                 | G1   | ドンカスター | 14.5ハロン |
| ブリティッシュ・チャンピオンズ・ロングディスタンスカップ | G1   | アスコット   | 16ハロン   |

### フィリーズ&メアズ
| 競走名                                                      | 格付 | 開催地           | 施行距離 |
| ----------------------------------------------------------- | ---- | ---------------- | -------- |
| 1000ギニーステークス                                        | G1   | ニューマーケット | 8ハロン  |
| オークスステークス                                          | G1   | エプソム         | 12ハロン |
| コロネーションステークス                                    | G1   | アスコット       | 8ハロン  |
| ファルマスステークス                                        | G1   | ニューマーケット | 8ハロン  |
| ナッソーステークス                                          | G1   | グッドウッド     | 10ハロン |
| ヨークシャーオークス                                        | G1   | ヨーク           | 12ハロン |
| ブリティッシュ・チャンピオンズ・フィリーズ&メアズステークス | G1   | アスコット       | 12ハロン |